# Mice and Men
Mice and Men er en amerikansk stumfilm fra 1916 af J. Searle Dawley.

## Medvirkende
- Marguerite Clark som Peggy.
- Marshall Neilan som George Lovell.
- Charles Waldron som Mark Embury.
- Clarence Handyside som Roger Goodlake.
- Maggie Fisher som Mrs. Deborrah.